# フィーバーもののけ
フィーバーもののけは、2001年5月にSANKYOが発売した、日本のお化けや妖怪たちが活躍するパチンコ機のシリーズ名。
CRフィーバーもののけSPとCRフィーバーもののけGPとフィーバーもののけDXの3機種がある。

## 概要
お化けや妖怪が大当たり図柄に描かれ、様々な演出にも登場する液晶型の和風デジパチ。

予告演出やリーチアクションが多数搭載されており、様々なパターンから大当たりの期待が持てるようになっている。出現率は高くないが、発生した時点で大当たりが確定する演出から、確変大当たりが確定する演出まで豊富に存在し、プレミアムキャラクターも多数登場する。

CR機2種と現金機の全3種類が発売された。CR機は確変搭載タイプで、現金機は時短搭載タイプである。大当たり図柄は12種類あり、確変図柄は6種類あるが、奇数図柄が確変図柄となっている一般的なタイプとは異なり、変則的になっている。三･七･九･十･十一･十二が確変図柄になっているので後半の数字に確変図柄が集中している。
本機は、小当たり仕様が優秀なので、確変中や時短中に止め打ちを行うことで出玉増を狙うことも可能である。

## スペック
- CRフィーバーもののけSP
  - 賞球数 5&12&15
  - 大当たり最高継続 15R（10カウント）
  - 大当たり確率 1/315.5
  - 確変中大当たり確率　1/63.1
  - 確変突入率　1/2
  - 確変期間　10000回転まで/リミッターなし
- CRフィーバーもののけGP
  - 賞球数 5&12&15
  - 大当たり最高継続 15R（9カウント）
  - 大当たり確率 1/315.5
  - 確変中大当たり確率　1/63.1
  - 確変突入率　1/2
  - 確変期間　10000回転まで/リミッターなし
- フィーバーもののけDX
  - 賞球数 5&10&13
  - 大当たり最高継続 16R（10カウント）
  - 大当たり確率 1/228.5
  - 時短突入率　100%
  - 時短回数

三･七　222回
九･十･十一･十二　111回
一･二･四･五･六･八　55回

## 図柄
- 一（一つ目小僧のかん太）
- 二（かっぱのけろたん）
- 三（天狗のくらさん）
- 四（一反もめんのひらりくん）
- 五（から傘のさすけくん）
- 六（ぬりかべのぬーぼー）
- 七（赤鬼の太郎）
- 八（子泣きじじいの金太）
- 九（ざしきわらしのはなちゃん）
- 十（雪女のおゆき）
- 十一（ねこ又のたま）
- 十二（ろくろ首のおみや）

## 演出
予告アクション

デジタル回転開始からリーチの最中まで、予告は様々なポイントで発生する。音と光と液晶で繰り広げられる予告アクションは全7種類ある。
- 大笑い

音による予告で、デジタル回転開始とほぼ同時に「ウワッハッハ〜」という御河童様の豪快な笑い声が発生する。あらゆる予告の中で一番最初に発生するアクションである。
- 唐傘フラッシュ

画面脇の唐傘型ランプが、デジタル回転開始時から左右出目停止時にかけ、激しく点滅する。発生すれば飛躍的に大当たりの期待度が高まる。
- 雨

デジタル回転と同時に雨が降り始める。リーチ予告だが、ガセパターンも多い。
- ホタル

雨予告からの発展形で、画面の中を無数のホタルが飛び交う。雨予告とは違い、リーチ発生率は100%で、大当たりの期待度も大幅にアップする。
- フラッシュ

デジタルが停止する際、画面が一瞬全体的に光る。左デジタルが停止する時のみ光る場合と、左右両デジタルが停止する時に光る場合がある。左のみの場合は大体がリーチへと発展し、左右両方の場合はリーチ発生が確定する。
- 里の声

大笑い予告の後、左右出目停止の際に様々なキャラクターが発声する予告。それぞれ発声したもののけに対応したリーチに必ず発展する。出現率は低いが、大当たりに期待できる予告である。
- 流星

ノーマルリーチ中、画面の左上で星が流れる。からすの里への発展が期待できる。

リーチアクション

リーチは大きく3系統に分かれる。「ノーマル」･「すだれ」･「池ポチャ」のいずれかに発展することがあり、それぞれ突入契機は異なる。図柄テンパイからのリーチ以外に、チャンス目停止からの発展形もある。デジタルアクション発生から、リーチ演出まで段階的に期待度が持てる仕組みになっている。
ノーマル系アクション

通常のテンパイから発生する。
- ノーマル

中出目が淡々と進むだけのリーチで、期待度は低い。スーパーリーチへの発展が確定している予告後に法則崩れでノーマルに発展し、大当たりするパターンもある。
- からすの里

ノーマルがハズれた後、再始動すればこのリーチに発展。からす天狗の「ぶい蔵」が春一番竜巻変化を起こし、全図柄を1回か3回変化させる。1回で終わらなければ、3回変化させるSPパターンとなる。ぶい蔵が3連になっているパターンは大当たり確定のプレミアムパターンである。
すだれ系アクション

リーチ発生直後に上から「すだれ」もしくは「もののけ障子」が下りてくれば、すだれ系のリーチに発展。各リーチに対応した背景へと変化する。
リーチ発生直後に降りてくる「すだれ」&「障子」は3種類あり、すだれが下りてきた場合はリーチの期待度がアップする。もののけ障子が下りてきた場合はスーパーリーチへの発展が確定する。障子が下りてきた後、「もののけ」の文字が「大当り」に変化する「鉄板障子」のパターンもある。鉄板障子は発生した時点で確変大当たりが確定する。
- ロング

一面の雪景色に風景が変化し、早い回転のまま終わることが多いが、中出目の動きがコマ送りになればチャンスとなる。雪男が出現するパターンはプレミアムで大当たり確定となる。
- 天狗の里

からす天狗の「テンちゃん」が登場し、分身の術を披露する。有効ラインを通常の1本から3本まで増やし、期待度3倍のトリプルリーチとなる。SPとなる2周目へは一旦停止した後、高速回転となってから突入する。
- 河童の里

画面が水中へと切り替わり、中出目がユラユラと上へ流れていく。河童三兄弟の「ケラ･ケレ･ケロ」が登場すればSPで、3人で力を合わせて図柄を持ち上げていく。
- たぬきの里

たぬきの「ぬんじい」が弟子を連れて登場。変化の術で大当たり図柄に化けようとする。ぬんじいが煙に包まれ、焼け出された後、動き出せばSP発展となる。「赤いキツネ」や「緑のタヌキ」が出現するプレミアムパターンも存在する。
池ポチャ系アクション
特定の停止出目からのみ発展するリーチアクションで、最終的に停止する図柄の並びによって発展するリーチ演出が決められている。チャンス目が停止した後に、再始動して特定の図柄並びになっている場合にのみリーチに発展する。
予告発生後にチャンス目が揃った場合は、高確率でリーチへと発展する。
- 猫の里

図柄が横にズラリと並び、猫又の「ミルク姫」と化け猫軍団の踊りに合わせて左右の移動を繰り返す。3つ揃いの部分でうまく停止すれば大当たりとなる。図柄分裂後、移動範囲にハズレ出目がなくなると大当たり確定パターンとなる。3度目の手招きが発生すればチャンスとなる。
- 謎のおじさん

ヘアスタイルがおかっぱ頭の謎の外国人「おかっぱさん」が間違えて登場。勘違いで登場しているにもかかわらず、大当たり信頼度はかなり高い。
- 御河童様

もののけの里の主「御河童様」が登場し、確変大当たりという望みを叶えてくれる。一瞬失敗したかのように見せるが、発展した時点で大当たりは確定している。
- 全回転

図柄が3つ揃いとなって回転する大当たり確定のリーチアクション。出現率はかなり低い。
プレミアムアクション
- ゴーストの里

デジタル回転開始直後、無音となり図柄も消え、突然フィーバーゴーストのキャラが登場する。その後、フィーバーゴーストの音が鳴り響く中、全回転演出へと発展する。発生した時点で確変大当たりが確定する出現率の低いプレミアムリーチである。
- ノーマルアクシデント

ノーマルリーチの途中で、すだれ等の代わりに再抽選時に現れる枠が下りてくる。そのままノーマル同様に停止して大当たりする。

チャンス目
チャンス目には左･中が同図柄で右出目がプラス1で停止する形と、1･4･7等の麻雀のスジ系、特殊配列と様々な組み合わせがあり、この目によって期待度が変わる。
「3･9･4」は特殊配列となり、図柄が池に飛び込めば大当たり確定となる。

チャンス目の仕組み

チャンス目出現　→　図柄が池の中へ　→　特定の並びで水面上に　→　出目の並び方に対応した各リーチへと発展

再度揃った図柄による発展リーチ

順子出目　　→　猫の里
左右同出目　→　御河童様、謎のおじさん
全出目揃い　→　全回転

再抽選アクション

大当たり直後に画面が切り替わらず出目が横回転するものと、大当たり確定後に画面が変わり「もののけチャンス」と書かれた枠が出現する2種類の再抽選がある。
横回転のほうが、確変昇格率は高い。大当たりしても再抽選に突入しない場合もある。

- ジャンプアップシステム

もののけチャンス中の図柄チェンジは大当たり1回につき2回行われる。1回目の図柄チェンジの時、最初の大当たり図柄より数が大きくなれば、2回目で確変に昇格する期待度が高まる。この仕組みがジャンプアップシステムである。
このアクション以外にも昇格するチャンスがあり、大当たり直後に図柄が巻き物の中に隠れ、いきなり切り替わることもある。
2回の通常再抽選後に「ぬんじい」が登場すれば確変昇格が確定となる。

確変中の止め打ち手順

①小デジタル回転開始から4秒経過するまで打ち出しを停止

②その後、打ち出しを再開

③1回目の電チューが開放したら打ち出しを停止し、閉じたら再び打ち出す

④2回目の電チュー開放で再び打ち出しを停止する

以後、①に戻って一連の手順を繰り返す。

|                    | 通常時    | 確変時    |
| ------------------ | --------- | --------- |
| 小当たり確率       | 10/11     | 10/11     |
| 小デジタル回転時間 | 29.2秒    | 6.0秒     |
| 電チュー開放時間   | 0.2秒 1回 | 1.7秒 2回 |

## コンシューマ移植
- FEVER5～SANKYO公式パチンコシミュレーション(プレイステーション用)
  - 『FEVER5～SANKYO公式パチンコシミュレーション』(プレイステーション用、インターナショナルカードシステム、2002年11月7日発売、SLPS-91495、JAN-4997940201146)にCRフィーバーもののけSP、CRフィーバーもののけGP、フィーバーもののけDXが収録。